# Phryganea antiqua
Phryganea antiqua is een fossiele soort schietmot uit de familie Phryganeidae.